# Brenda Marshall
Brenda Marshall, ursprungligen Ardis Ankerson, född 29 september 1915 på Negros, Filippinerna, död 30 juli 1992 i Palm Springs, Kalifornien, var en amerikansk skådespelare. Hon var kontrakterad hos filmbolaget Warner Bros. där hon gjorde huvudroller under tidigt 1940-tal. Hon medverkade bland annat i filmer som Slaghöken och Fotsteg i mörkret där hon spelade mot Errol Flynn.
Mellan 1941 och 1971 var hon gift med skådespelaren William Holden.

## Filmografi
- 1940 – Söder om Suez
- 1941 – Slaghöken
- 1941 – Fotsteg i mörkret
- 1942 – Alla himlar öppna sig
- 1942 – Stormfåglar
- 1943 – Komplott i Ankara
- 1948 – Viskande Smith